# Chevron Corporation
La Chevron Corporation è un'azienda petrolifera statunitense costituita nel 1911 in California in seguito alla dissoluzione del trust Standard Oil Company, prendendo il nome di Standard Oil of California (o Socal).

## Storia
La compagnia nacque nel 1911, a seguito dello scioglimento della Standard Oil, con il nome di Standard Oil of California. Le origini della società sono però da ricercare nella Star Oil, azienda che scoprì giacimenti petroliferi a nord di Los Angeles nel 1876. La società fu acquistata nel 1879 dalla Pacific Coast Oil Company, assorbita nel 1900 dalla Standard Oil e successivamente rinominata California Standard.
Dagli anni 1930, la società operò in varie parti del mondo attraverso la Caltex, joint-venture creata con la Texaco (Caltex rimanda infatti ai nomi delle due società: California Standard e Texaco); nel 1967 il sodalizio in Europa fu sciolto, e la Chevron acquisì gran parte degli impianti Caltex in Svizzera, Italia, Benelux e Danimarca.
Nel 1971 la compagnia era attiva in tutto il mondo nel campo dell'esplorazione petrolifera, sia direttamente che attraverso società controllate.
Nel 1983 occupò l'undicesimo posto tra le maggiori imprese industriali del mondo in economia di mercato. In dieci anni ottenne 1.590 milioni di dollari di utili e diede lavoro a 40.000 persone.
Nel 1984 acquistò la proprietà della Gulf Oil Corporation per un importo di 13.400 milioni.
Nel 1986 la compagnia cedette la propria rete di stazioni di servizio in Italia alla Isaoil (poi ERG) del gruppo Garrone.
Nel 1987 occupava, per fatturato (26.015 milioni di dollari), il 23º posto tra le maggiori imprese industriali in economia di mercato, con una rete mondiale di oltre 4000 distributori.
Nel 2000, sulla scia delle fusioni di Exxon con Mobil, BP con Amoco e Total con Fina, la Chevron si fuse con la Texaco e il gruppo venne rinominato ChevronTexaco; nel 2005 la società riprese il nome Chevron e acquisì il controllo della Unocal Corporation.

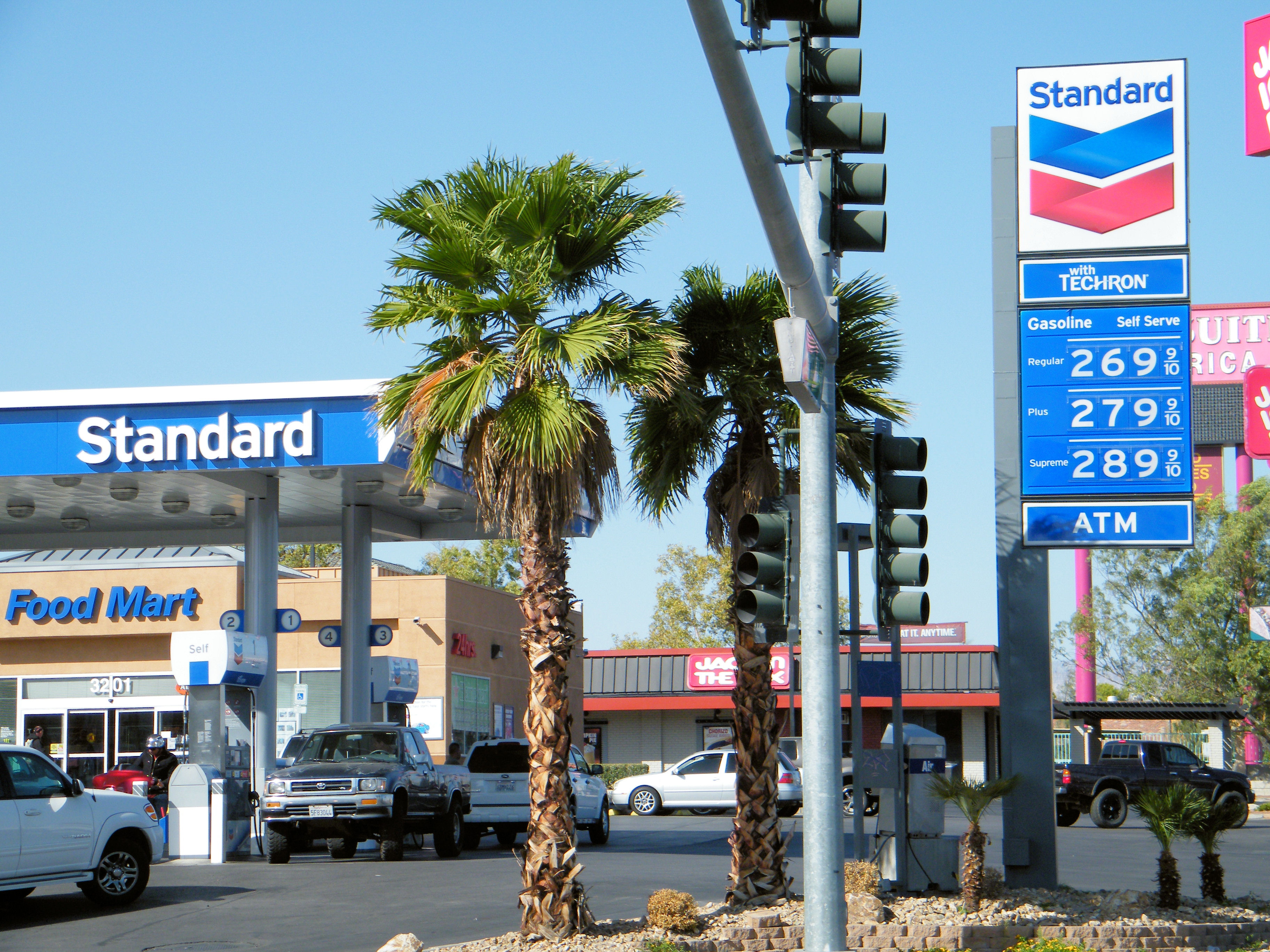
Una stazione di servizio Chevron con marchio Standard

Nel 2009 ha raffinato 1,9 milioni di barili di petrolio al giorno, e venduto una media di 3,3 milioni di barili di prodotti raffinati al giorno. Le riserve di petrolio della società ammontavano nel 2009 a 8,3 miliardi di barili di petrolio oltre a 3,0 miliardi di barili in comproprietà. È proprietaria nel mondo di 16 raffinerie di petrolio. Dal 19 febbraio 2008 è entrata a far parte dell'indice Dow Jones.
Il suo quartier generale si trova a San Ramon, in California, ed è attiva in più di 180 paesi del mondo. Dispone di importanti giacimenti petroliferi e di gas naturale, raffinerie di petrolio e petroliere.

## Controversie
Chevron risulta sottoposta a giudizio per la contaminazione di oltre 480.000 ettari di foresta amazzonica in Ecuador in seguito all'estrazione del greggio da parte di Texaco (con cui Chevron si è fusa nel 2001) tra il 1964 e il 1990. L'accusa è che il mancato utilizzo di tecniche di prevenzione e protezione ambientale abbia causato un massiccio inquinamento del suolo e dei corsi d’acqua della zona, abitata da oltre 30.000 indigeni e contadini. Nell’area è stato rilevato un aumento esponenziale dei casi di cancro, malformazioni e aborti spontanei.
L'azienda è stata condannata da tre diversi tribunali ecuadoriani al pagamento di 18 miliardi di dollari, in seguito ridotti a 9,5 miliardi, il più grande risarcimento ambientale della storia. La società, che nel frattempo aveva terminato l’attività estrattiva in Ecuador e ritirato i propri beni dal paese, ha però sempre rifiutato di pagare la multa, negando la responsabilità della contaminazione e la validità del processo giudiziario. Per questa ragione i querelanti ecuadoriani, riuniti nella UDAPT (Unione delle vittime della Chevron-Texaco), hanno avviato nuovi procedimenti legali in diverse giurisdizioni estere, al fine di ottenere l’ammontare previsto per la riparazione ambientale dell’area attraverso la confisca dei beni dell’azienda negli stati dove questa è tuttora presente.
Secondo una ricerca del 2019, Chevron, con emissioni di 43,35 miliardi di tonnellate di CO2 equivalente dal 1965, fu la società con le seconde emissioni più alte al mondo durante quel periodo.

## Logo
Il logo della Chevron è rappresentato dall'omonimo gallone, utilizzato anche per indicare il grado militare. Quello della compagnia è bicolore e con gli angoli rivolti verso il basso. Il logo fece la sua comparsa nel 1931, quando fu adottato da una delle affiliate della Socal come simbolo di qualità e di prestigio. Dal 1940 il suo utilizzo si diffuse gradualmente, e venne adottato da tutto il gruppo Chevron negli anni '50. Nel 1969 il logo fu ridisegnato dall'agenzia Lippincott, sotto la guida di Raymond Poelvoorde; un nuovo restyling si ebbe nel 2006, quando furono cambiati i colori del gallone e il font della scritta "Chevron".

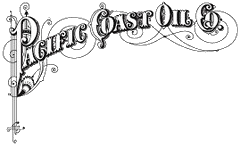
1879–1906 ("Pacific Coast Oil Co.")
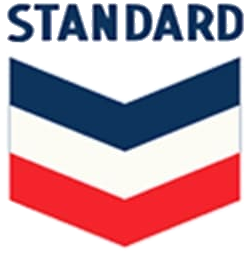
1931–1948
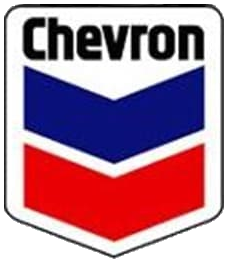
1968–2007
2006-oggi